# Vincent Houdart
Vincent Houdart (30 de junio de 1988) es un deportista francés que compite en tiro con arco, en la modalidad de arco desnudo. Ganó una medalla de plata en el Campeonato Europeo de Tiro con Arco en Sala de 2025, en la prueba por equipo.

## Palmarés internacional
| Campeonato Europeo en Sala | Campeonato Europeo en Sala | Campeonato Europeo en Sala | Campeonato Europeo en Sala |
| Año                        | Lugar                      | Medalla                    | Prueba                     |
| -------------------------- | -------------------------- | -------------------------- | -------------------------- |
| 2025                       | Samsun (Turquía)           | Medalla de plata           | Equipo                     |